# 9082 Leonardmartin
9082 Leonardmartin è un asteroide areosecante. Scoperto nel 1994, presenta un'orbita caratterizzata da un semiasse maggiore pari a 2,7385303 UA e da un'eccentricità di 0,4252384, inclinata di 30,34784° rispetto all'eclittica.